# Heroes of Might and Magic: A Strategic Quest
Heroes of Might and Magic: A Strategic Quest este un joc video de strategie pe ture creat de Jon Van Caneghem care a fost dezvoltat și  distribuit de New World Computing în 1995 pentru MS-DOS. 
Apărut ca un produs secundar al seriei RPG Might and Magic de la New World Computing , succesul jocului Heroes of Might and Magic a făcut să aibă numeroase continuări.
În 1996, NWC a realizat o versiune actualizată a jocului, de data asta pentru Windows 95. Noua versiune includea un editor de hărți cu generator de hărți aleatorii inclus, un CD audio cu muzică și scenarii noi. Ca bonus, King's Bounty a fost inclus în CD.

## Povestea
Heroes of Might and Magic spune povestea Lordului Morglin Ironfist, care este forțat să-și părăsească lumea în care s-a născut printr-un portal magic, deoarece vărul său, Ragnar, a uzurpat tronul după ce unchiul său, tatăl lui Ragnar, a ucis pe tatăl lui Ironfist, conducătorul legitim al regatului.
El ajunge, împreună cu supușii săi credincioși într-un teritoriu straniu și necunoscut, numit Enroth. Teritoriul este necondus dar este contestat de Ironfist dar și de alți trei eroi: barbarul Lord Slayer, magiciana Queen Lamanda și vrăjitorul Lord Alamar. După ce Ironfist capturează un oraș strategic și un întreg arhipelag, el trebuie să captureze un artefact foarte puternic pentru a vindeca oamenii dintr-o regiune bolnavă, care apoi îl susțin. Ironfist distruge apoi forțele inamicilor, care apoi se retrag, iar el trebuie să îi învingă unul câte unul. Dupa ce le distruge castelele personale pe rând, el constată că inamicii lui s-au retras, iar ei, cu ultimele forțe, s-au adunat să captureze orașul dragonilor, lucru care le va asigura victoria. Ironfist reușește să ajungă la timp în regiunea castelului și să îl captureze, asigurându-i victoria permanentă asupra continentului Enroth. Campania are 8 scenarii.
Lord Ironfist își înfrânge adversarii și înființează un nou regat în Enroth. (În campanii, jucătorul poate conduce alți eroi spre victorie, dar sfârșitul fiecărei campanii prevede victoria lui Ironfist)

## Gameplay
Heroes of Might and Magic se desfășoară într-o lume fantastică medievală, plină de creaturi frecvent asociate cu miturile și legendele. Aceste creaturi formează formații militare cu ajutorul cărora jucătorul încearcă să-și înfrângă oponenții. Jucătorul își conduce generalii săi prin lume din joc ca șefi de armate. Acești generali, numiți eroi oferă un mijloc de a explora, ataca, înfrânge și de a acumula (acestea sunt cele patru principii de bază ale jocului). 
Scopul final al jocului este de obicei cucerirea tuturor castelele inamice (și de a învinge toți eroii inamici). Cu toate acestea, scenariile din campaniile din joc pot avea scopuri diferite, precum cucerirea unui anumit castel sau a Castelului Dragonilor (in misiunea finala). 

### Rase
Sunt patru clase diferite de eroi și castele, fiecare cu propriile unități cu slăbiciuni sau tării. 
- Knight (Cavaler) – Este o rasă de luptători (sunt două de acest fel în joc). Asta înseamnă că, odată cu creșterea experienței, eroii acestei grupări primesc mai multe puncte în atac și apărare decât puncte de putere a magiei sau de cunoaștere. Trupele acestei grupări sunt următoarele (în ordinea crescătoare a puterii): Țărani, Arcași, Pikemen, Swordsmen, Cavaleri și Paladini.
- Barbarian (Barbar)– Această rasă este a doua rasă de luptători din joc. Trupele barbarilor sunt următoarele (în ordinea crescătoare a puterii): Goblini, Orci, Lupi, Ogri, Troli și Ciclopi.
- Sorceress (Magician) – Aceasta este prima rasă magică din cele două care apar în joc. Asta înseamnă că, odată cu creșterea experienței, eroii acestei grupări primesc mai multe puncte de putere a magie și de cunoaștere a magiei decât puncte de atac și apărare. Trupele acestei grupări sunt următoarele (în ordinea crescătoare a puterii): Zâne, Dwarfi, Elfi, Druizi, Unicorni și Phoenix.
- Warlock (Vrăjitor) – Această rasă este a doua rasă de magicieni/vrăjitori din joc.  Trupele acestei grupări sunt următoarele (în ordinea crescătoare a puterii): Centauri, Gargui, Grifoni, Minotauri, Hidre și Dragoni.

Mai este și o rasă neutră, "wandering" (Rătăcitor), care este formată din următoarele creaturi Pungași, nomazi, Fantome (singurele care nu pot fi recrutate) și Genie.

## Diferențe între versiuni
Prima versiune a jocului, cea pentru MS-DOS, nu are un editor de hărți, astfel jocul neavând nimic nou după terminarea tutoror hărților și campaniilor standard. De asemenea, sunt incluse coloane sonore de 8 biți (Mono) și 16 biți (Mono și Stereo).
Versiunea actualizată, cea pentru Windows 95, include un editor de hărți. Acest editor are și un generator de hărți aleatorii, astfel harta putând fi creată pe loc. A fost introdusă o coloană sonoră în formatul Redbook CD Audio, care este de o calitate superioară. Acest lucru a dus la eliminarea muzicii de 16 biți de pe CD, deoarece nu era destul spațiu pe disc pentru acestea. Muzica de 8 biți mono a fost păstrată pentru calculatoarele mai puțin performante care nu erau capabile să difuzeze muzică CD Audio.

## Primire
GameSpot a evaluat jocul oarecum sub valoarea nominală și a considerat povestea ca fiind prea subțire. Cu toate acestea, jocul a fost lăudat pentru gameplay-ul său și a primit o notă de 7.5 dintr-un total de 10.